# Méry-Corbon

Méry-Corbon este o comună în departamentul Calvados, Franța. În 1 ianuarie 2018 avea o populație de 917 de locuitori.